# Elastina
A elastina é uma proteína de função estrutural que forma fibras elásticas. Costumam ocorrer em lugares como o pavilhão auditivo, o conduto auditivo externo, a trompa de Eustáquio, a epiglote, a cartilagem cuneiforme da laringe e nas artérias elásticas. Normalmente, têm uma coloração amarelada. A elastina se caracteriza por formar fibras mais finas que aquelas formadas pelo colágeno. Essas fibras cedem bastante à tração, mas retornam à forma original quando é cessada a força. Essa propriedade é responsável pela manutenção da pressão sangüínea nos períodos de diástole
do ventrículo esquerdo, ou seja, quando o sangue não está saindo do coração. A Elastina confere a estas fibras elasticidade e resistência.